# Championnat du Nicaragua de football
Le championnat du Nicaragua de football, aussi appelé Primera División de Nicaragua, est le tournoi de football semi-professionnel nicaraguayen le plus important du pays. Il a été créé en 1933 et se joue sous la forme de deux tournois semestriels appelés Clausura et Apertura.
Le Diriangén FC est le club qui a remporté le plus de titre de Primera División (30), le Real Estelí FC détient quant à lui le record du nombre de victoires consécutives (8).

## Évolution du règlement
Actuellement, le championnat est composé de dix équipes. Les quatre meilleures équipes à l'issue de la phase régulière sont qualifiées pour la seconde phase à élimination directe où le premier affronte le quatrième et le second le troisième avant une finale. En cas d'égalité lors de celle-ci des prolongations puis si nécessaire une séance de tirs au but ont lieu.

## Qualification pour les tournois internationaux
Depuis 2007 et la dernière édition de la Copa Interclubes UNCAF, les clubs du Nicaragua ne peuvent se qualifier que pour une seule compétition internationale.
Le meilleur vainqueur d'un des deux tournois, Apertura et Clausura, sur une saison est qualifié pour la Ligue des champions de la CONCACAF. Cependant lors des éditions 2009-2010 et 2010-2011, les équipes nicaraguayennes n'ont pas pu participer à la compétition fautes d'avoir sur le sol du pays, un stade jugé convenable par les instances de la CONCACAF,,.
À partir de la saison 2016-2017, ce n'est plus un seul mais les deux champions d'une saison qui sont qualifiés pour la compétition.

## Équipes de la saison 2022-2023
| \| Managua : Juventus Walter Ferreti Managua FC UNAN Managua Managua Diriangén Estelí Sébaco Ocotal Jalapa Matagalpa \| Localisation des équipes engagées dans le championnat. |
| Managua : Juventus Walter Ferreti Managua FC UNAN Managua Managua Diriangén Estelí Sébaco Ocotal Jalapa Matagalpa                                                              |

| Équipes                   | Ville     | Stade                                        | Capacité |
| Diriangén FC              | Diriamba  | Stade Cacique Diriangén                      | 7 500    |
| ART Municipal Jalapa (en) | Jalapa    | Stade Alejandro Ramos                        | 1 000    |
| Juventus Managua          | Managua   | Stade olympique de l'Indépendance de Managua | 8 000    |
| Managua FC (en)           | Managua   | Stade olympique de l'Indépendance de Managua | 8 000    |
| Matagalpa FC (es)         | Matagalpa | Stade Carlos-Fonseca                         | 2 200    |
| Real Estelí FC            | Estelí    | Stade de l'Indépendance                      | 4 800    |
| Deportivo Ocotal (en)     | Ocotal    | Stade Glorias del Beisbol Segoviano          | 5 000    |
| Deportivo Sébaco (es)     | Sébaco    | Stade de Sébaco                              | 1 800    |
| UNAN Managua (es)         | Managua   | Stade olympique de l'Indépendance de Managua | 8 000    |
| Deportivo Walter Ferreti  | Managua   | Stade olympique de l'Indépendance de Managua | 8 000    |

## Palmarès
| Saison                 | Vainqueur                      | Score | Finaliste                | Notes                                 |
| Championnat annuel     |                                |       |                          |                                       |
| 1933                   | Alas Managua                   | -     | -                        |                                       |
| 1934                   | Club Atlético                  | -     | -                        |                                       |
| 1939                   | Lido FC                        | -     | -                        |                                       |
| 1940                   | Diriangén FC                   | -     | -                        |                                       |
| 1941                   | Diriangén FC                   | -     | -                        |                                       |
| 1942                   | Diriangén FC                   | -     | -                        |                                       |
| 1943                   | Diriangén FC                   | -     | -                        |                                       |
| 1944                   | Diriangén FC                   | -     | -                        |                                       |
| 1945                   | Diriangén FC                   | -     | -                        |                                       |
| 1946                   | Ferrocarril                    | -     | -                        |                                       |
| 1947                   | Colegio C-A                    | -     | -                        |                                       |
| 1948                   | Ferrocarril                    | -     | -                        |                                       |
| 1949                   | Diriangén FC                   | -     | -                        |                                       |
| 1950                   | Aduana FC                      | -     | -                        |                                       |
| 1951                   | Aduana FC                      | -     | -                        |                                       |
| 1953                   | Diriangén FC                   | -     | -                        |                                       |
| 1954                   | La Salle FC                    | -     | -                        |                                       |
| 1955                   | Aduana FC                      | -     | -                        |                                       |
| 1956                   | Diriangén FC                   | -     | -                        |                                       |
| 1958                   | Club Atlético                  | -     | -                        |                                       |
| 1959                   | Diriangén FC                   | -     | -                        |                                       |
| 1960                   | La Nica FC                     | -     | -                        |                                       |
| 1961                   | Deportivo Santa Cecilia (en)   | -     | -                        |                                       |
| 1965                   | Deportivo Santa Cecilia (en)   | -     | -                        |                                       |
| 1966                   | Flor de Caña FC (en)           | -     | -                        |                                       |
| 1967                   | Flor de Caña FC (en)           | -     | -                        |                                       |
| 1968                   | Universidad Centroamericana FC | -     | -                        |                                       |
| 1969                   | Diriangén FC                   | -     | -                        |                                       |
| 1970                   | Diriangén FC                   | -     | -                        |                                       |
| 1971                   | Deportivo Santa Cecilia (en)   | -     | -                        |                                       |
| 1972                   | Deportivo Santa Cecilia (en)   | -     | -                        |                                       |
| 1973                   | Deportivo Santa Cecilia (en)   | -     | -                        |                                       |
| 1974                   | Diriangén FC                   | -     | -                        |                                       |
| 1975                   | Universidad Centroamericana FC | -     | -                        |                                       |
| 1976                   | Universidad Centroamericana FC | -     | -                        |                                       |
| 1977                   | Universidad Centroamericana FC | -     | -                        |                                       |
| 1980                   | Bufalos Rivas FC               | -     | -                        |                                       |
| 1981                   | Diriangén FC                   | -     | -                        |                                       |
| 1982                   | Diriangén FC                   | -     | -                        |                                       |
| 1983                   | Diriangén FC                   | -     | -                        |                                       |
| 1984                   | Deportivo Masaya               | -     | -                        |                                       |
| 1985                   | América Managua                | -     | -                        |                                       |
| 1986                   | Deportivo Masaya               | -     | -                        |                                       |
| 1987                   | Diriangén FC                   | -     | -                        |                                       |
| 1988                   | América Managua                | -     | -                        |                                       |
| 1989                   | Diriangén FC                   | -     | -                        |                                       |
| 1990                   | América Managua                | -     | -                        |                                       |
| 1991                   | Real Estelí FC                 | -     | -                        |                                       |
| 1992                   | Diriangén FC                   | -     | -                        |                                       |
| 1993                   | Juventus Managua               | -     | -                        |                                       |
| 1994                   | Juventus Managua               | -     | -                        |                                       |
| Championnat saisonnier |                                |       |                          |                                       |
| 1994-1995              | Diriangén FC                   | -     | -                        |                                       |
| 1995-1996              | Diriangén FC                   | -     | -                        |                                       |
| 1996-1997              | Diriangén FC                   | -     | -                        |                                       |
| 1997-1998              | Deportivo Walter Ferreti       | -     | -                        |                                       |
| 1998-1999              | Real Estelí FC                 | -     | -                        |                                       |
| 1999-2000              | Diriangén FC                   | -     | -                        |                                       |
| 2000-2001              | Deportivo Walter Ferreti       | -     | -                        |                                       |
| 2001-2002              | Deportivo Jalapa (en)          | -     | -                        |                                       |
| 2002-2003              | Real Estelí FC                 | -     | -                        |                                       |
| 2002-2003              | Real Estelí FC                 | -     | -                        |                                       |
| 2004-2005              | Diriangén FC                   | -     | -                        |                                       |
| 2005-2006              | Diriangén FC                   | -     | -                        |                                       |
| 2006-2007              | Real Estelí FC                 | -     | -                        |                                       |
| 2007-2008              | Real Estelí FC                 | -     | -                        |                                       |
| 2008-2009              | Real Estelí FC                 | -     | -                        |                                       |
| 2009-2010              | Real Estelí FC                 | 1-1   | Deportivo Walter Ferreti | Victoire grâce aux buts à l'extérieur |
| 2010-2011              | Real Estelí FC                 | 2-2   | Deportivo Walter Ferreti | Victoire aux tirs au but : 4-2        |
| 2011-2012              | Real Estelí FC                 | -     |                          |                                       |
| 2012-2013              | Real Estelí FC                 | -     |                          |                                       |
| 2013-2014              | Real Estelí FC                 | -     |                          |                                       |
| 2014-2015              | Deportivo Walter Ferreti       | 2-1   | Real Estelí FC           |                                       |
| 2015-2016              | Real Estelí FC                 | 3-1   | UNAN Managua (en)        |                                       |
| 2016-2017              | Real Estelí FC                 | -     |                          |                                       |
| Championnat semestriel |                                |       |                          |                                       |
| Apertura 2017          | Deportivo Walter Ferreti       | 1-1   | Managua FC (en)          | Victoire grâce aux buts à l'extérieur |
| Clausura 2018          | Diriangén FC                   | 3-2   | Real Estelí FC           |                                       |
| Apertura 2018          | Managua FC                     | 1-0   | Real Estelí FC           |                                       |
| Clausura 2019          | Real Estelí FC                 | 3-3   | Managua FC (en)          | Victoire grâce aux buts à l'extérieur |
| Apertura 2019          | Real Estelí FC                 | 2-1   | Managua FC (en)          |                                       |
| Clausura 2020          | Real Estelí FC                 | 4-2   | Managua FC (en)          |                                       |
| Apertura 2020          | Real Estelí FC                 | 1-0   | Diriangén FC             |                                       |
| Clausura 2021          | Diriangén FC                   | 3-1   | Managua FC (en)          |                                       |
| Apertura 2021          | Diriangén FC                   | 1-0   | Real Estelí FC           |                                       |
| Clausura 2022          | Diriangén FC                   | 2-2   | CD Walter Ferretti       | Tirs au but : 4-2                     |
| Apertura 2022          | Real Estelí FC                 | 4-4   | CD Walter Ferretti       | Tirs au but : 4-3                     |
| Clausura 2023          | Real Estelí FC                 | 3-0   | Diriangén FC             |                                       |
| Apertura 2023          | Diriangén FC                   | 2-1   | Real Estelí FC           |                                       |
| Clausura 2024          | Diriangén FC                   | 3-2   | Real Estelí FC           |                                       |

## Bilans
| Équipe                         | Victoires |
| Diriangén FC                   | 32 (1940, 41, 42, 43, 44, 45, 49, 53, 57, 59, 69, 70, 74, 81, 82, 83, 87, 89, 92, 95, 96, 97, 00, Aper. 04, Clau. 05, 06, Clau. 18, Clau. 21, Aper. 21, Clau. 22, Aper. 23, Clau. 24) |
| Real Estelí FC                 | 20 (1991, 99, 03, 04, 07, 08, 09, 10, 11, 12, 13, 14, 16, 17, Clau. 19, Aper. 19, Clau. 20, Aper. 20, Aper. 22, Clau. 23)                                                             |
| Deportivo Santa Cecilia (en)   | 5 (1961, 65, 71, 72, 73) |
| Deportivo Walter Ferreti       | 4 (1998, 01, 15, Aper. 17) |
| Universidad Centroamericana FC | 4 (1968, 75, 76, 77) |
| Aduana FC                      | 3 (1950, 51, 55) |
| América Managua                | 3 (1985, 88, 90) |
| Club Atlético                  | 2 (1934, 58) |
| Ferrocarril                    | 2 (1946, 48) |
| Flor de Caña FC (en)           | 2 (1966, 67) |
| Deportivo Masaya               | 2 (1984, 86) |
| Juventus Managua               | 2 (1993, 94) |
| Alas Managua                   | 1 (1933) |
| Colegio C-A                    | 1 (1947) |
| Lido FC                        | 1 (1939) |
| La Salle FC                    | 1 (1954) |
| La Nica FC                     | 1 (1960) |
| Bufalos Rivas FC               | 1 (1980) |
| Deportivo Jalapa (en)          | 1 (2002) |
| Managua FC (en)                | 1 (Aper. 2018) |

| Département   | Victoires |
| Carazo        | 38        |
| Managua       | 21        |
| Estelí        | 20        |
| Chinandega    | 2         |
| Masaya        | 2         |
| Nueva Segovia | 1         |
| Rivas         | 1         |

## Records
- Manuel Cuadra (Meilleur buteur du championnat avec 742 buts)
- Oscar Calvo (Plus grand nombre de buts en une saison avec 44 buts en 1967 avec le Flor de Caña FC (en) dans l'ancien format de jeu)
- Sergio Gago ( Plus grand nombre de buts en une saison avec le nouveau format de jeu avec 35 buts en 1999)
- José María Bermudez (Plus grand nombre de buts en un match avec 9 réalisations en 1997)

### Autres articles
- Fédération du Nicaragua de football
- Coupe du Nicaragua de football